# Gaster (anatomia insectelor)

La furnica muncitor metasoma este împărțită în petiole îngust și gaster bulbos. Abdomenul easte inclus din punct de vedere tehnic în metasoma și propodeum care este fuzionat la torace.

Gaster este porțiunea posterioară bulboasă a metasomei găsită la hymenopterele subordinului Apocrita (albine, viespi și furnici). Acest lucru începe cu segmentul III abdominal la cele mai multe furnici, dar unele fac o constricție postpetiole din segmentul III, caz în care gasterul începe cu segmentul IV abdominal.
Anumite furnici din genul Cataglyphis, în special Cataglyphis bicolor și Cataglyphis fortis, au un petiol cubiform care le permite să-și scadă inerția (și, prin urmare, să-și mărească viteza) ridicându-și gasterul într-o poziție verticală.